# 彼得·奥多诺休
彼得·奥多诺休（英語：Peter O'Donoghue，1961年10月1日—），新西兰、澳大利亚前男子田径运动员，主攻中长跑。他曾代表新西兰参加1990年英联邦运动会田径比赛，获得男子1500米铜牌。